# Crocidura bloyeti
Crocidura bloyeti — вид ссавців родини землерийкових (Soricidae). Він живе в масайських степах Танзанії. Він досить малий порівняно з іншими представниками роду Crocidura, з довжиною голови й тулуба 72–73 мм, хвоста 32–233 мм і лап 12 мм. Деякий час її вважали підвидом замбезійської землерийки (C. hirta).